# Horst Wolf (Basketballspieler)
Horst Wolf (* 27. Mai 1964 in Amorbach) ist ein ehemaliger deutscher Basketball-Nationalspieler.

## Leben
Wolf stieß bereits mit 16 Jahren zum Kader des soeben in die zweite Liga abgestiegenen USC Heidelberg, der mit neun Meisterschaften nach zwei Meisterschaften in den 1970er Jahren damaliger Rekordmeister war. Wolf wurde in einzelnen Spielen eingesetzt und man erreichte den sofortigen Wiederaufstieg. Mit der Kadettennationalmannschaft (U16-Junioren) erreichte Wolf unter anderem zusammen mit Christian Welp und Markus Jochum 1981 bei den Europameisterschaften den dritten Platz. Unter anderem zusammen mit Stephan Baeck, Christian Welp und Detlef Schrempf erreichte er bei der Junioren-Weltmeisterschaft 1983 einen guten fünften Platz.
Der USC entwickelte sich zur Fahrstuhlmannschaft, für Wolf ergaben sich im November 1984 jedoch seine ersten drei und schließlich einzigen Berufungen in die Herren-Nationalmannschaft. Nach erneutem Abstieg in der Saison 1984/85 wechselte Wolf zum amtierenden Meister BSC Saturn Köln. Mit ihm wurde Wolf 1986 Vizemeister. 
Wolf kehrte zunächst 1986 zum USC zurück, der am Wiederaufstieg scheiterte, und wechselte danach zum Altmeister MTV 1846 aus Gießen in die erste Liga, der zuvor mit den Talenten Michael Koch und Henning Harnisch zu den aufstrebenden Mannschaften der höchsten Spielklasse gehört hatte. Diese beiden Spieler verließen jedoch die Gießener Mannschaft; so war Koch zur BG Steiner Bayreuth gewechselt, die die Gießener jeweils 1988 und 1989 in den Play-offs um die deutsche Meisterschaft besiegten und in letzterem Jahr schließlich auch erstmals die Meisterschaft gewinnen konnten. 1989 wechselte Wolf nach Ludwigsburg, wo er 1992 seinen einzigen nationalen Vereinstitel nach dem Triumph im Pokalwettbewerb gewann und im Korać-Cup auch in internationalen Vereinswettbewerben aktiv war.
Nach 1992 spielte Wolf noch in der 2. Bundesliga für Karlsruhe, den USC Heidelberg, der zwischenzeitlich in die Regionalliga abgerutscht war und erst 1994 mit Wolf in die zweite Liga zurückkehrte, sowie ab 1998 noch zwei Jahre für die BG 74 Göttingen. In Göttingen wurde Wolf Inhaber einer Marketing-Agentur und Mitherausgeber eines regionalen Wirtschaftsmagazins. Seit April 2020 ist Wolf bei der BG Göttingen für das Sponsoring zuständig.
Wolf ist Vater der Basketballspieler Enosch Wolf und Julius Wolf, die beide in den beiden höchsten deutschen Spielklassen aktiv waren. Auch die Tochter, Ronja Wolf, spielte in hohen Spielklassen.